# Apep (sistema estel·lar)
2XMM J160050.7-514245, denominat oficiosament com Apep pels seus descobridors, és un sistema de tres estels que conté un estel binari de Wolf-Rayet i una supergegant calenta, localitzat en la constel·lació d'Escaire. Anomenat en honor de la deïtat serp homònima de la mitologia egípcia, el sistema estel·lar està envoltat per un vast complex de vent estel·lar i pols còsmica llançats a l'espai per la ràpida velocitat de rotació de l'estel primari del binari i amb forma de «remolí» per la influència de l'estel secundari. Alguns estudis han conclòs que el sistema és un candidat a generador d'esclats de rajos gamma en la Via Làctia. La inclinació axial de l'estel primari de 30° respecte a la Terra suggereix que una possible explosió de rajos Gamma no afectaria a la vida en aquest planeta.